# Abdelazer Suite
Die Abdelazer Suite (Z 570) ist ein Musikstück, das der englische Komponist Henry Purcell (1659–1695) zu dem gleichnamigen Drama von Aphra Behn schrieb. Purcell komponierte die Ouvertüre und die Zwischenspiele für eine Wiederaufführung im Sommer 1695.

## Aufbau
Die Abdelazer Suite besteht aus 10 Sätzen:
1. Ouverture
2. Rondo
3. Air
4. Air
5. Menuett
6. Air
7. Jig
8. Hornpipe (nach Hole in the Wall aus John Playfords The English Dancing Master)
9. Air
10. Lied: Lucinda is Bewitching Fair (Lucinda ist bezaubernd schön)

## Rezeption
Besondere Bekanntheit erlangte das Rondo, das von Benjamin Britten als Hauptthema für seine Variationenreihe im Stück The Young Person’s Guide to the Orchestra verwendet wurde. Ebenfalls taucht es auf als musikalisches Thema der englischen Fernsehserie The First Churchills sowie als Tanzmusik in der Netherfield-Ball Szene in der Romanverfilmung Stolz und Vorurteil.

## Aufnahmen (Auswahl)
- Intrada. (Henry Purcell u. a.) London Brass. Teldec, Hamburg 1988, DNB 35222455X.
- Festliches Barock-Konzert. Academy of Ancient Music, London. Delta Music, Frechen 1983, DNB 351419764.